# Майнхаузен
Майнхаузен (нем. Mainhausen) — община в Германии, в земле Гессен. Подчиняется административному округу Дармштадт. Входит в состав района Оффенбах.  Население составляет 9003 человека (на 31 декабря 2010 года). Занимает площадь 17,92 км².
Община подразделяется на 2 сельских округа.